# Потсдам (административный округ, Пруссия)
Административный округ Потсдам (нем. Regierungsbezirk Potsdam) — административно-территориальная единица второго уровня в Пруссии, существовавшая с 1815 по 1945 годы. Округ был создан в 1815 году на территории, закреплённой за Пруссией после Венского конгресса. В настоящее время его территории входят в состав германских федеральных земель Берлин и Бранденбург.

## История

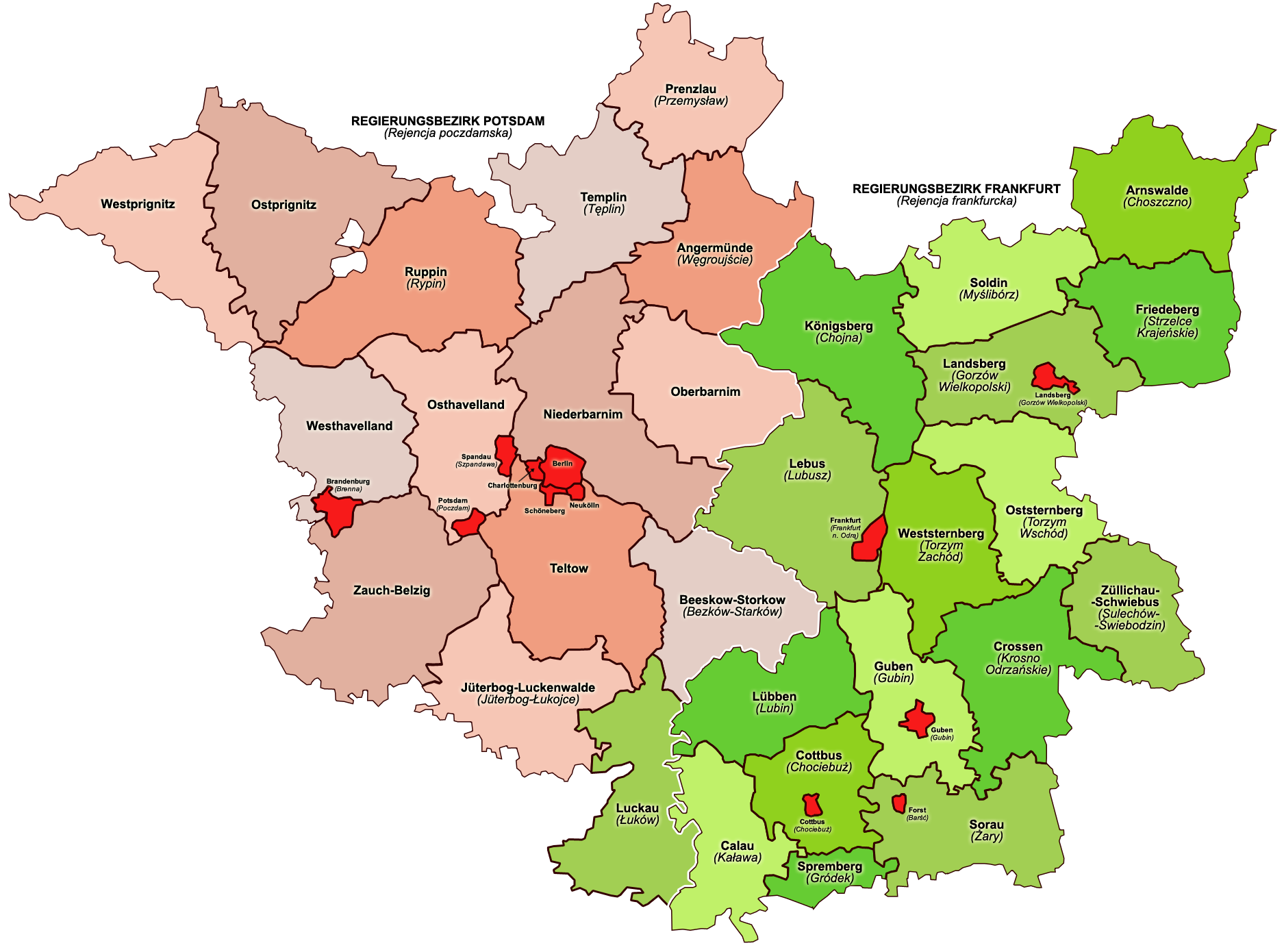
Провинция Бранденбург в 1905 году: округ Потсдам выделен оттенками красного цвета.

Административный округ Потсдам был образован в 1815 году в ходе административной реформы после Венского конгресса и входил в состав провинции Бранденбург королевства Пруссии наряду с округами Франкфурт и Берлин. Однако уже в 1821 году округ Берлин был упразднён и присоединён к округу Потсдам. В 1881 году Берлин формально вышел из состава провинции Бранденбург, получив провинциальные права на самоуправление, но всё же числился как внерайонный город в составе округа Потсдам. В 1920 году часть поселений из округа Потсдам вошли в состав территории Большого Берлина.
В соответствии с решениями Потсдамской конференции 1945 года соседний округ Франкфурт был разделён между Польшей (территории к востоку от реки Одер) и Советской зоной оккупации (к западу от Одра). Из последней территории и округа Потсдам в 1946 году была создана земля Бранденбург, которая позднее вошла в состав Германской Демократической Республики.

## Население
| Население административного округа Франкфурт | Население административного округа Франкфурт | Население административного округа Франкфурт | Население административного округа Франкфурт | Население административного округа Франкфурт | Население административного округа Франкфурт | Население административного округа Франкфурт | Население административного округа Франкфурт | Население административного округа Франкфурт |
| -------------------------------------------- | -------------------------------------------- | -------------------------------------------- | -------------------------------------------- | -------------------------------------------- | -------------------------------------------- | -------------------------------------------- | -------------------------------------------- | -------------------------------------------- |
| Год                                          | 1820                                         | 1850                                         | 1880                                         | 1900                                         | 1910                                         | 1925                                         | 1933                                         | 1939                                         |
| Население                                    | 554 296                                      | 853 668                                      | 1 161 158                                    | 1 929 304                                    | 2 859 427                                    | 1 299 767                                    | 1 415 288                                    | 1 691 343                                    |